# Chianca Amara

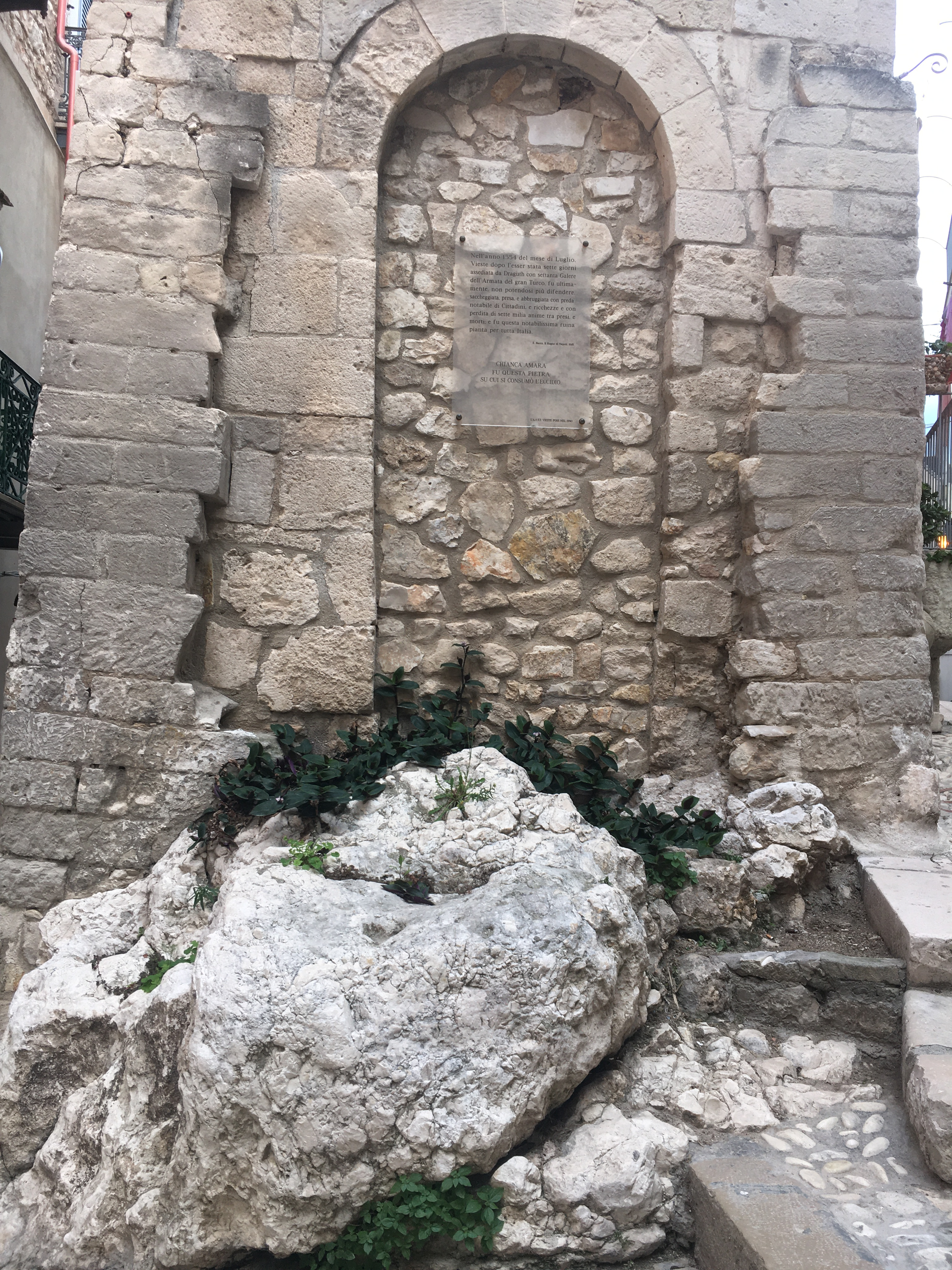

La Chianca Amara, nome che in dialetto viestano significa "La roccia amara", è un monumento storico ubicato fra via Cimaglia, via Gregorio XIII e vicolo Chianca Amara a Vieste. È una roccia sulla quale nel 1554 vennero decapitati donne, bambini e vecchi che non potevano essere venduti come schiavi dal corsaro Dragut Rais.

## Storia
Nel luglio del 1554 il corsaro Dragut Rais sbarcò a Vieste con 70 galee. Una volta ancorate le galee ordinò di far sparare novecentosettanta colpi di cannone contro le mura della città e il Castello di Vieste.
La popolazione viestana non appena avvistati i pirati chiuse le porte della città e organizzò una difesa con armi. I cittadini si rifugiarono nella Cattedrale e nel Castello e il Governatore comunicò la notizia alle autorità provinciali che però non si adoperarono per andare in soccorso alla cittadina garganica. Solamente Nicolantonio Dentice, signore di Monte S. Angelo, accorse con gli uomini che aveva a suo servizio ma rimase mortalmente ferito.
I viestani riuscirono a tenere i turchi lontani per sette giorni, grazie soprattutto al fuoco del presidio militare di stanza sul castello, che tirò anche col cannone. Tuttavia, il settimo giorno i turchi riuscirono ad entrare a opera di un traditore, Nerbis. Il traditore era il fratello del camerlengo, colui che teneva le chiavi della città, e per ingenuità o per furbizia si recò da Dragut in cerca di un compromesso.
Il traditore chiese al corsaro di garantire ai cittadini viestani di uscire dalla città con lˈoro e lˈargento in loro possesso; in cambio lui avrebbe aperto le porte della città. 
Ma non appena le porte si aprirono Dragut e i suoi uomini assalirono la città. 
Gli abitanti cercarono di difendersi spinti dalla disperazione, finché i pirati non ebbero la meglio: il numero di corsari era nettamente superiore a quelli degli abitanti. 
Dragut dopo aver saccheggiato, violentato donne e catturato uomini per venderli come schiavi, ordinò di uccidere vecchi, bambini e donne che non potevano essere venduti. Questi vennero quindi portati sulla Chianca e decapitati senza pietà. Prima di ripartire con ostaggi e bottino, Dragut fece anche impalare Nerbis.
Per far fronte ad attacchi simili nel 1566 furono costruite vicino a Vieste, lungo la costa, delle torri di difesa, da dove i torrieri potevano avvistare le navi dei pirati e avvertire del loro arrivo.

## Galleria d'immagini

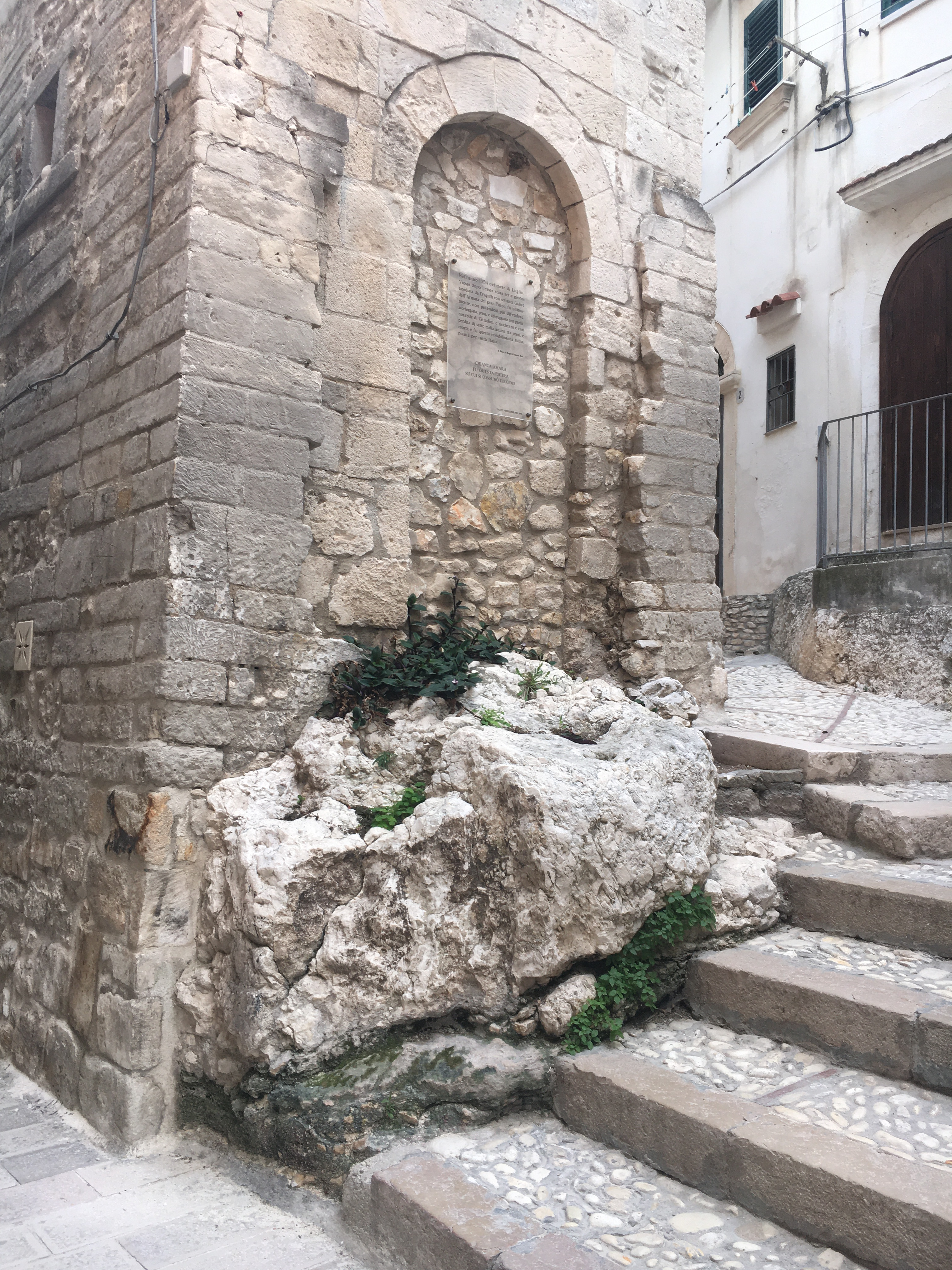
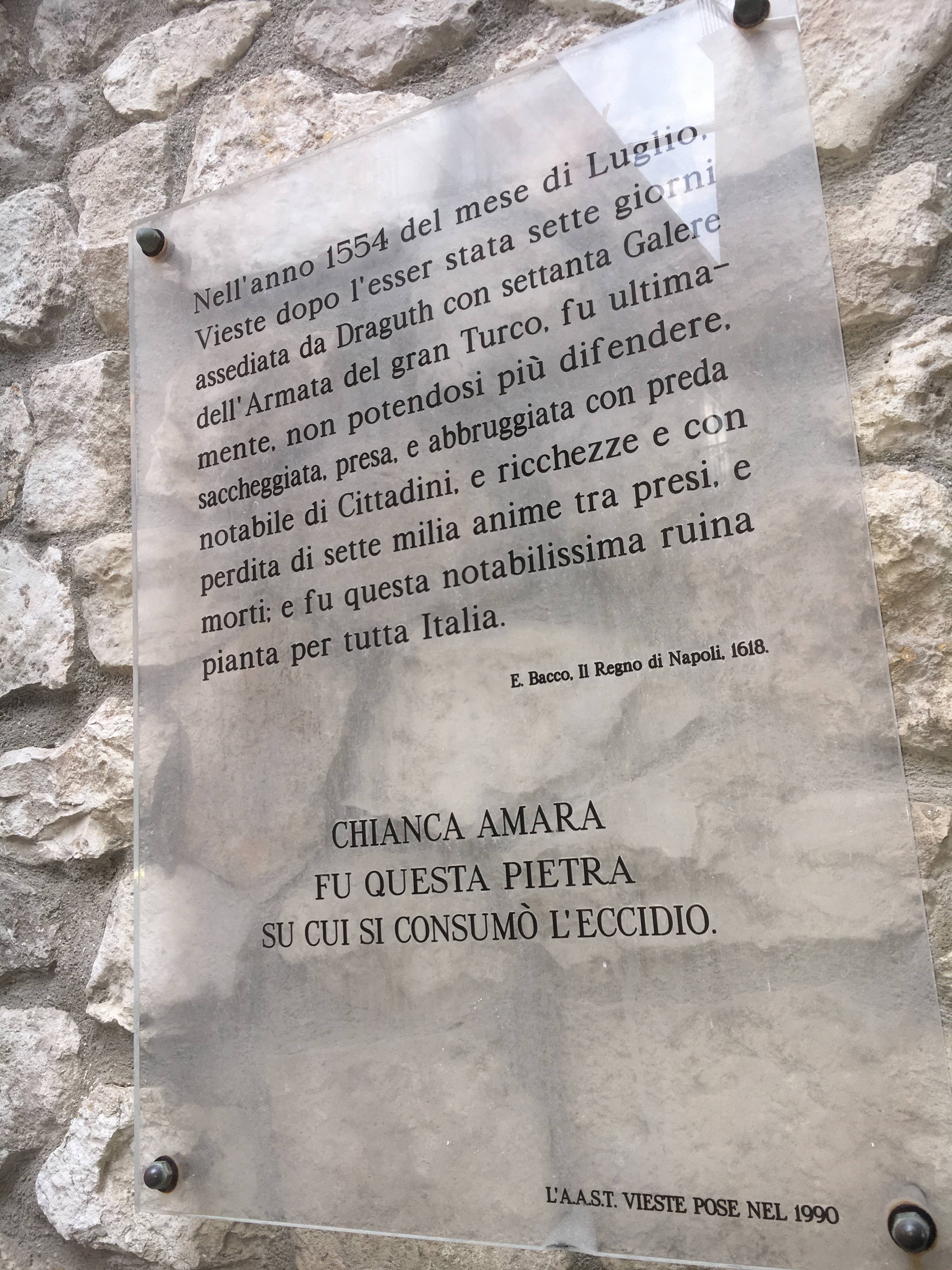
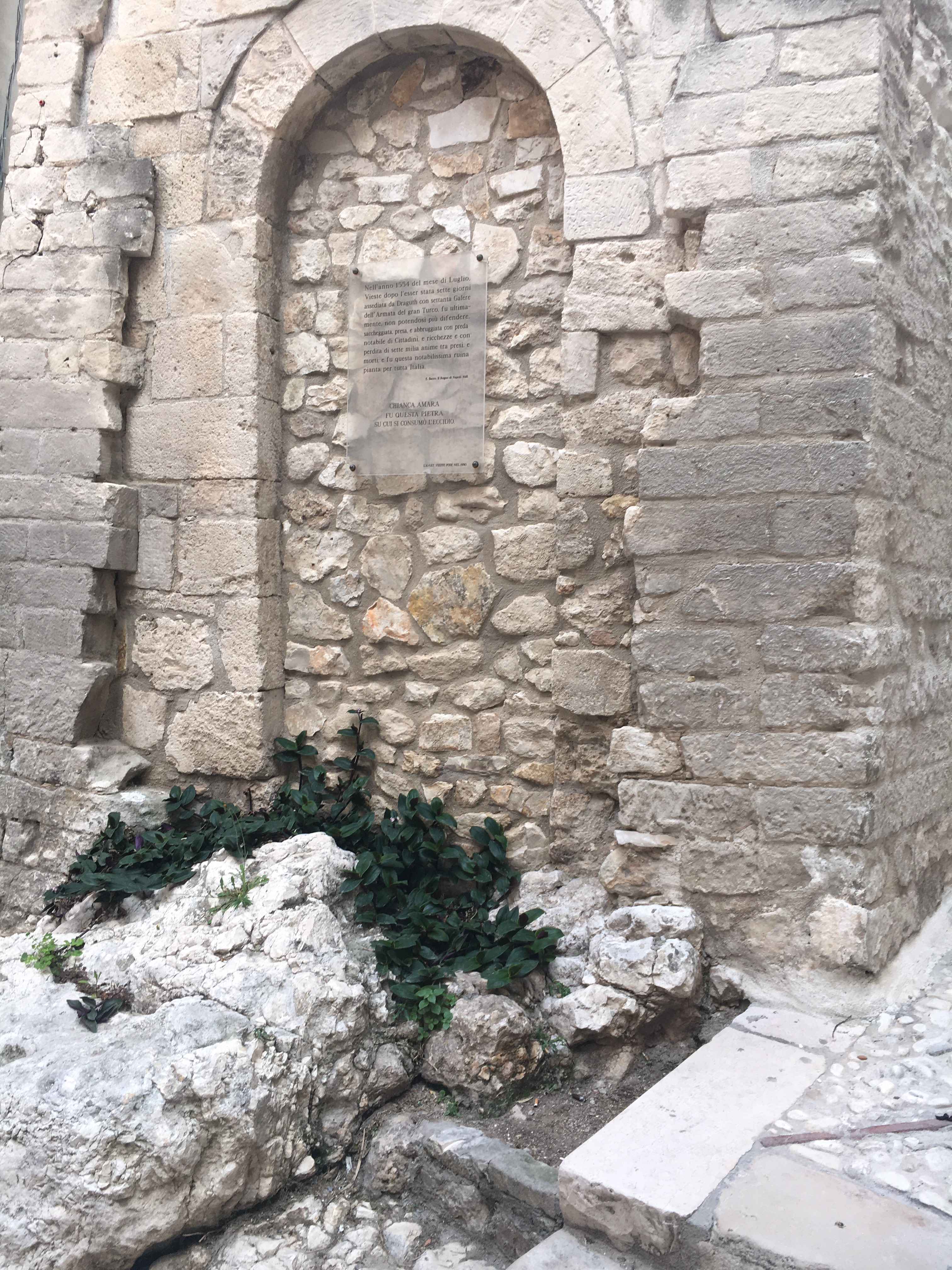